# Hawijat al-Sallah
Hawijat al-Sallah (tiếng Ả Rập: حويجة السلة) là một ngôi làng ở phía bắc Syria, một phần hành chính của Tỉnh Hama, nằm ở phía bắc Hama. Nó nằm ở đồng bằng Ghab. Các địa phương lân cận bao gồm trung tâm phụ Qalaat al-Madiq ở phía đông nam, Kafr Nabudah ở phía đông, al-Huwash ở phía bắc, Shathah ở phía tây bắc và Inab ở phía tây. Theo Cục Thống kê Trung ương Syria (CBS), Hawijat al-Sallah có dân số 3.134 trong cuộc điều tra dân số năm 2004.